# Очиток скальный
Очиток скальный, или Седум скальный (лат. Sedum rupestre) — вид суккулентных растений рода Очиток (Sedum) семейства Толстянковые (Crassulaceae).

## Ботаническое описание
Многолетнее растение с ползучим корневищем.
Стебли 15—25 см высотой, прямые, приподнимающиеся, при основании ползучие.
Листья зеленоватые, голые, сидячие на ползущих побегах.
Соцветие щитковидное, сначала густое, потом рыхловатое, ветвистое, с цветками на коротких цветоножках. Цветки пяти-семичленные. Чашелистики продолговато-ланцетные, острые, мясистые, остающиеся при плодах. Лепестки ярко-желтые, ланцетные, заостренные, в 2 раза или более длиннее чашечки. Тычинки желтые, короче лепестков.
Плоды желтоватые, прямые, с длинным шиловидным носиком. Семена многочисленные, мелкие.
Цветёт в июле.

## Распространение
В диком виде произрастает в Северной, Центральной и Юго-Восточной Европе. На территории России встречается на Северном Кавказе и в западных областях европейской части России.
Растёт на песчаных и каменистых местах, на откосах железнодорожных насыпей, в сосновых лесах.

## Значение
Молодые нецветущие побеги используются для приправы к супам, овощам, подливкам.